# Плант Сити (Флорида)
Плант Сити (енгл. Plant City) град је у америчкој савезној држави Флорида. По попису становништва из 2010. у њему је живело 34.721 становника.

## Демографија
Према попису становништва из 2010. у граду је живело 34.721 становника, што је 4.806 (16,1%) становника више него 2000. године.
| Група             | 2000.          | 2010.          |
| Белци             | 19.250 (64,3%) | 18.555 (53,4%) |
| Афроамериканци    | 4.833 (16,2%)  | 5.247 (15,1%)  |
| Азијати           | 267 (0,9%)     | 496 (1,4%)     |
| Хиспаноамериканци | 5.211 (17,4%)  | 9.984 (28,8%)  |
| Укупно            | 29.915         | 34.721         |